# Estação Proletarskaia (metro de Níjni Novgorod)
Proletarskaia (em russo:  Пролетарская) é uma das estações da linha Avtosavodskaia (Linha 1) do Metro de Níjni Novgorod, na Rússia. Estação «Proletarskaia» está localizada entre as estações «Avtosavodskaia» e «Dvigatielh Revoliutsii».